# L'Armentera (ort)
L'Armentera är en ort i Spanien.   Den ligger i provinsen Província de Girona och regionen Katalonien, i den östra delen av landet, 600 km öster om huvudstaden Madrid. L'Armentera ligger 9 meter över havet och antalet invånare är 731.
Terrängen runt L'Armentera är platt. Havet är nära L'Armentera åt nordost. Närmaste större samhälle är Figueres, 14,0 km nordväst om L'Armentera. 